# Línea Aérea Amaszonas
 (septembre 2011).
Línea Aérea Amaszonas est une compagnie aérienne bolivienne assurant des vols passagers dans le Nord et le Nord-Est du pays.
Amazonas a des vols depuis La Paz, Cochabamba et Santa Cruz de la Sierra vers sept villes du Beni et du Pando et entre ces villes. Les destinations principales sont Trinidad, la capitale du Beni, et Rurrenabaque, sur la rivière Beni. Les plus petits avions d'Amaszonas ont 10 sièges et le vol le plus court, entre Riberalta et Guayaramerín, dure 20 minutes pour une distance de 77 km.

## Nom
Le nom de la compagnie est un jeu de mots sur A más zonas, signifiant vers plus d'endroits, et la prononciation presque identique de Amazonas, le mot espagnol pour l'Amazone dont le bassin recouvre le Nord-Est de la Bolivie.

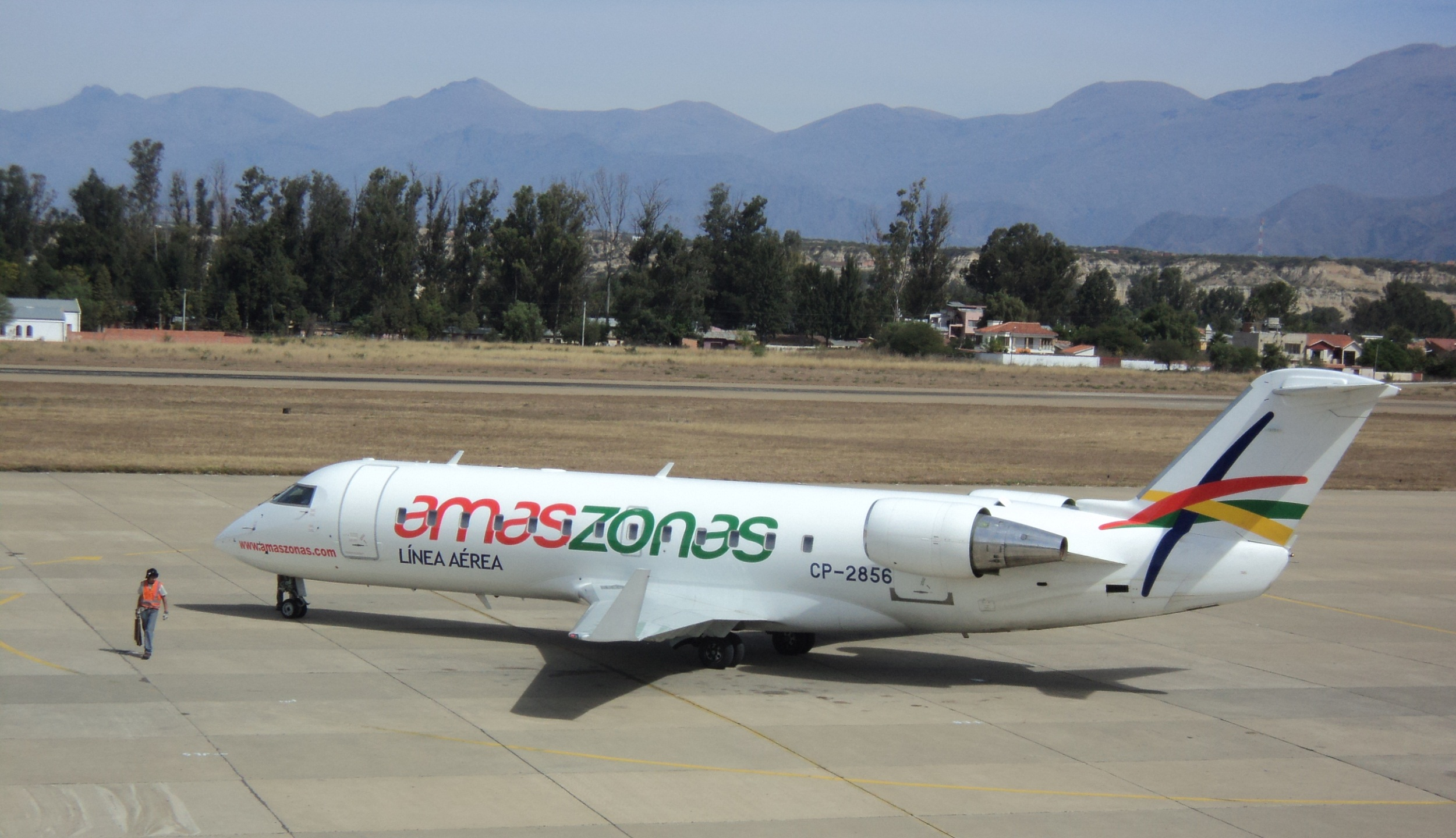
Avion de Amaszonas

## Destinations
En septembre 2015 une nouvelle ligne interne au Paraguay, Asuncion - Cuidad Del Este 
En avril 2013, la compagnie a 11 destinations en Bolivie et 1 au Pérou:
- Cobija - Aéroport Capitán Aníbal Arab (vols vers LPB et TDD)
- Cochabamba - Aéroport international Jorge Wilstermann (vols vers TDD)
- Cuzco - Aéroport international Alejandro Velasco Astete (vols vers LPB)
- Guayaramerín - Aéroport Capitán de Av. Emilio Beltrán (vols vers RIB et TDD)
- La Paz - Aéroport international El Alto (vols vers CIJ, RBQ et TDD)
- Puerto Suárez - Aéroport international de Puerto Suárez (vols et VVI)
- Riberalta - Aéroport de Riberalta (vols vers GYA et TDD)
- Rurrenabaque - Aéroport de Rurrenabaque (vols vers LPB, SRJ et TDD)
- San Borja - Aéroport Capitán Germán Quiroga Guardia (vols vers RBQ et TDD)
- Santa Ana del Yacuma - Aéroport de Santa Ana del Yacuma (vols vers TDD)
- Santa Cruz de la Sierra
  - Aéroport El Trompillo (vols vers TDD)
  - Aéroport international de Viru Viru (vols vers PSZ)
- Trinidad - Aéroport Teniente Jorge Henrich Arauz, hub principal' (vols vers CIJ, CBB, GYA, LPB, RIB, RBQ, SRJ, SBL and SRZ)

Amaszonas prévoit des vols vers Sucre et Tarija en 2009 ou 2010.

## Flotte
Avril 2023 la flotte se compose ainsi:
- 4 Embraer 190

## Accident
Le 19 mars 2015, un Bombardier CRJ200 sort de la piste au décollage à la suite d'un problème de maintenance, roues de l'avion ne fonctionnant pas correctement. Il n'y eut aucun blessé et l'appareil ne subit pas de gros dommages.